# Marek Napiórkowski Sextet – Trójka Live
Trójka Live – szósty album polskiego gitarzysty jazzowego Marka Napiórkowskiego, wydany 14 października 2016 przez Agencję Muzyczną Polskiego Radia. Został nagrany w Studio koncertowym im. Agnieszki Osieckiej w styczniu 2015.

## Utwory
1. „Penn Drive”
2. „Here Comes the Moon”
3. „Teatr”
4. „Lunar Calendar”
5. „Vietato Fumare”
6. „Szkice piórkiem”

## Muzycy
- Marek Napiórkowski – gitary
- Henryk Miśkiewicz – klarnet basowy, saksofon altowy
- Krzysztof Herdzin – fortepian, flet
- Adam Pierończyk – saksofon sopranowy i tenorowy
- Robert Kubiszyn – gitara basowa, kontrabas
- Paweł Dobrowolski – perkusja

## Szczegóły
Rok wydania: 2016

Wydawca: Agencja Muzyczna Polskiego Radia

Seria: Koncerty w Trójce (numer w serii: 17)

Numer katalogowy: PRCD 1914
kompozycje: Marek Napiórkowski

aranżacje: Krzysztof Herdzin

produkcja: Marek Napiórkowski

edycja: Robert Kubiszyn

mix i mastering: Leszek Kamiński

nagranie koncertu: Jacek Gładkowski

koncert zarejestrowano 11 stycznia 2015 roku w Studio Koncertowym im. Agnieszki Osieckiej, Trójka 3 Program Polskiego Radia, Warszawa

zdjęcia: Darek Kawka

projekt graficzny: Marta Sołtys